# Monts Santa Monica

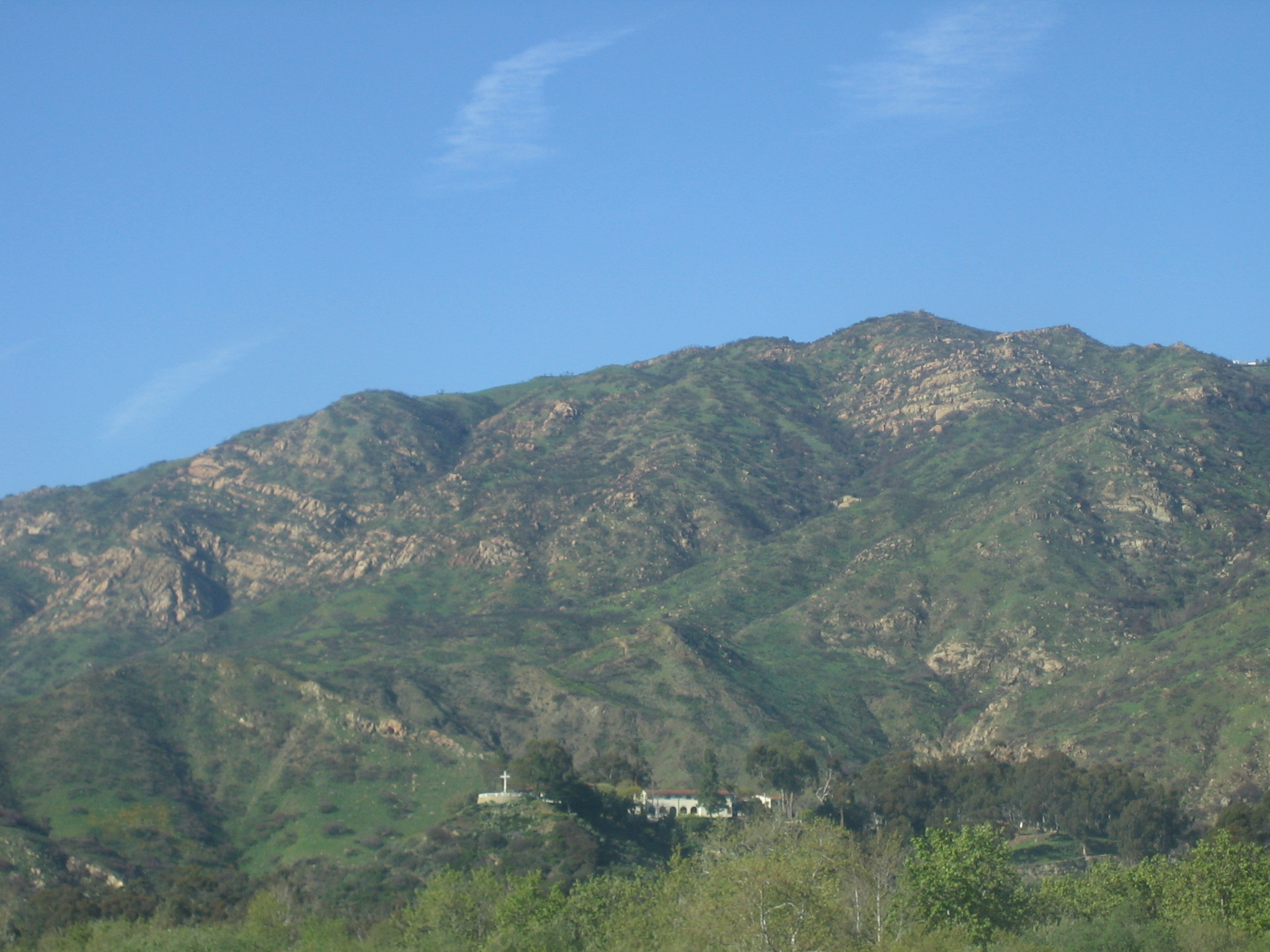
Vue sur un mont en sortant de Santa Monica.

Les monts Santa Monica sont une chaîne de montagnes de basse altitude des Transverse Ranges de Californie, aux États-Unis. 

## Présentation
Ils s'étendent d'est en ouest, sur une distance approximative de 64 km, depuis les Hollywood Hills, dans la ville de Los Angeles, jusqu'à Point Mugu, dans le comté de Ventura. La ville de Los Angeles est scindée en deux parties par les monts Santa Monica : la vallée de San Fernando au nord, et le bassin de Los Angeles au sud, reliés par le col de Cahuenga.
Les géologues considèrent que la partie septentrionale des Channel Islands forme la prolongation occidentale des monts Santa Monica dans l'océan Pacifique.

## Espèces végétales

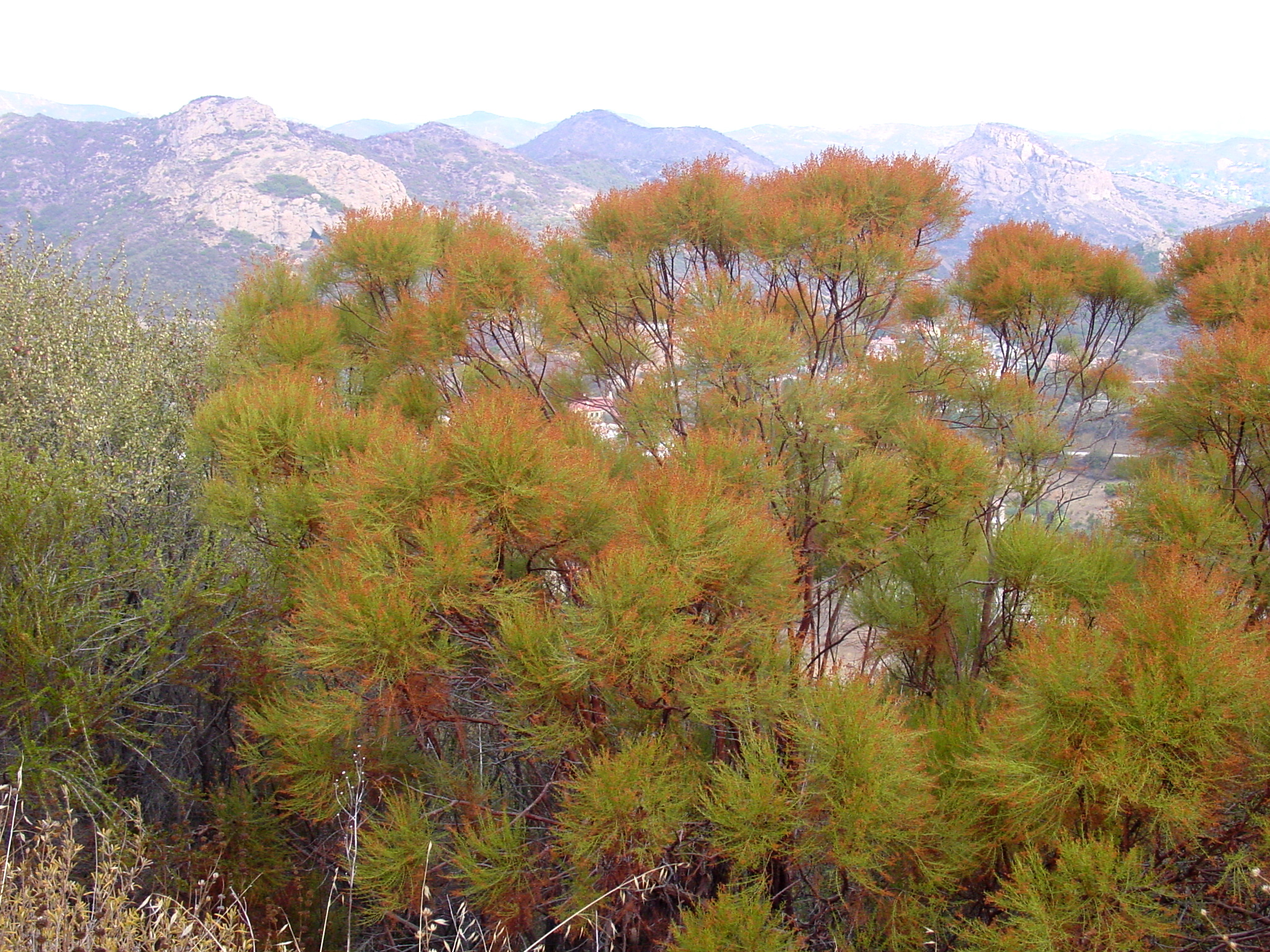
Adenostoma sparsifolium.
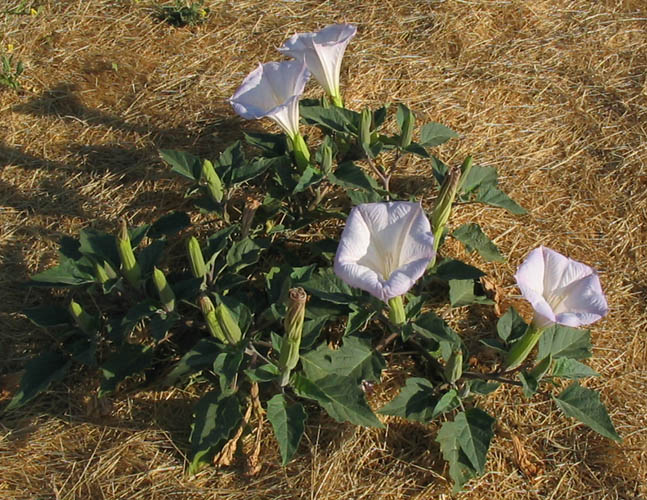
Datura wrightii.
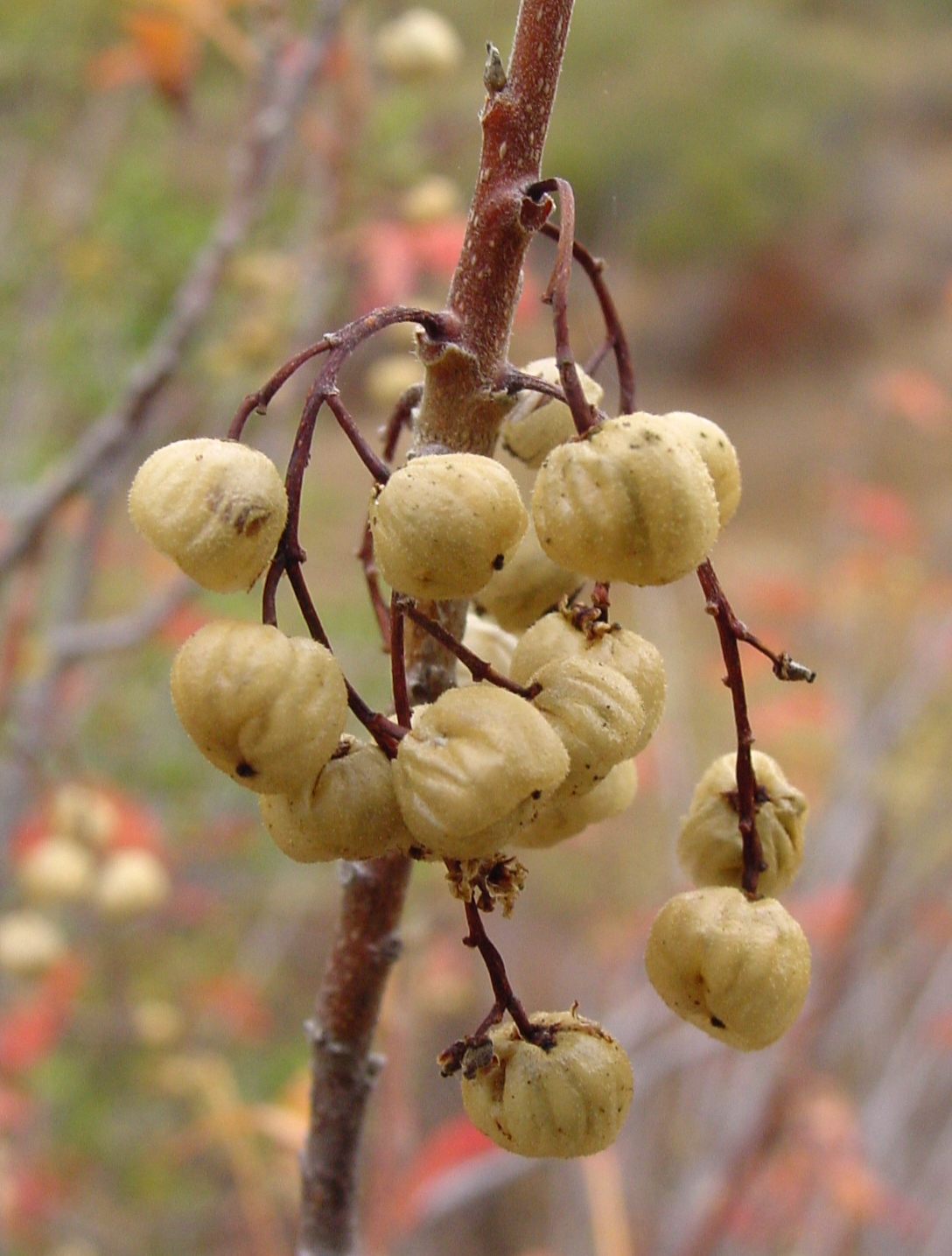
Toxidendron diversilobum.
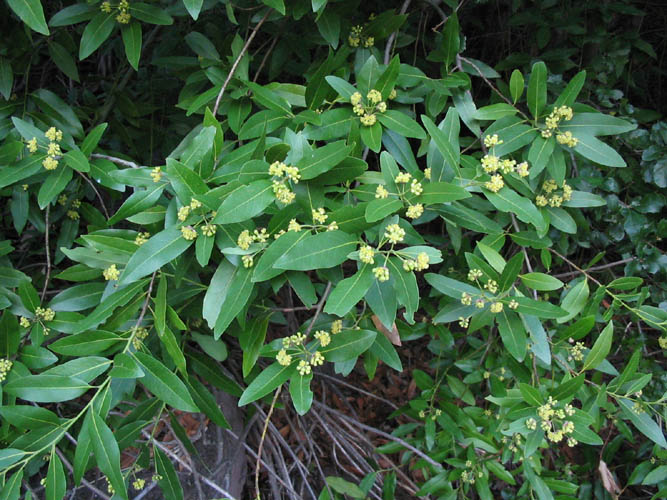
Laurier de Californie.